# Raion de Grigoriopol
Le raion de Grigoriopol est un raion de la Moldavie. Dans les faits, il est administré par la république moldave de Transnistrie, république sécessionniste de l'est de la Moldavie.
Le raion est situé vers le sud de la République, entre le Dniestr et l'Ukraine. Sa capitale est la ville de Grigoriopol.

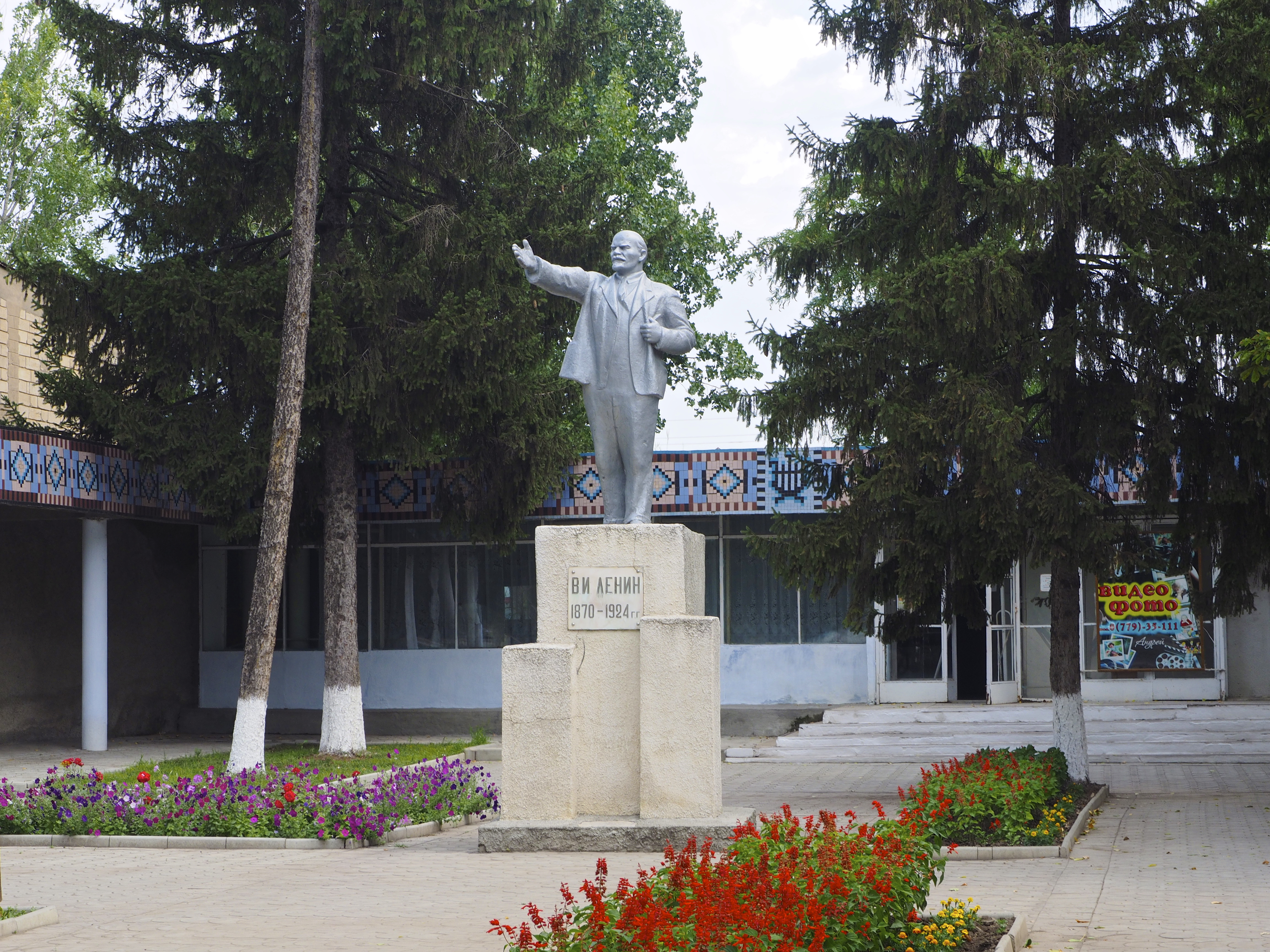
Statue de Lénine à Grigoriopol